# بزرگراه میان‌ایالتی ۶۸
بزرگراه میان ایالتی ۶۸ (به انگلیسی: Interstate-68، مخفف:I-68) یکی از بزرگراه‌های میان ایالتی آمریکاست. که مسیر شرقی-غربی داشته و زیرمجموعه ندارد.